# Veselí (Lomnice)
Veselí je vesnice, část městyse Lomnice v okrese Brno-venkov v Jihomoravském kraji. Nachází se v Hornosvratecké vrchovině, v přírodním parku Svratecká hornatina, asi 2 km na západ od Lomnice. Žije zde 48 obyvatel.
Veselí leží v katastrálním území Veselí u Lomnice o rozloze 1,73 km².
Ve vesnici stojí kaple Panny Marie Karmelské.

## Historie
První písemná zmínka o vsi je z roku 1367. Součástí Lomnice je Veselí od roku 1996.

## Obyvatelstvo
| Rok            | 1869 | 1880 | 1890 | 1900 | 1910 | 1921 | 1930 | 1950 | 1961 | 1970 | 1980 | 1991 | 2001 | 2011 | 2021 |
| -------------- | ---- | ---- | ---- | ---- | ---- | ---- | ---- | ---- | ---- | ---- | ---- | ---- | ---- | ---- | ---- |
| Počet obyvatel | 124  | 139  | 123  | 113  | 98   | 94   | 114  | 76   | 85   | 84   | 65   | 53   | 41   | 36   | 48   |
| Počet domů     | 15   | 17   | 19   | 19   | 19   | 19   | 20   | 20   | —    | 19   | 18   | 18   | 21   | 24   | 28   |

Vývoj počtu obyvatel

## Fotogalerie

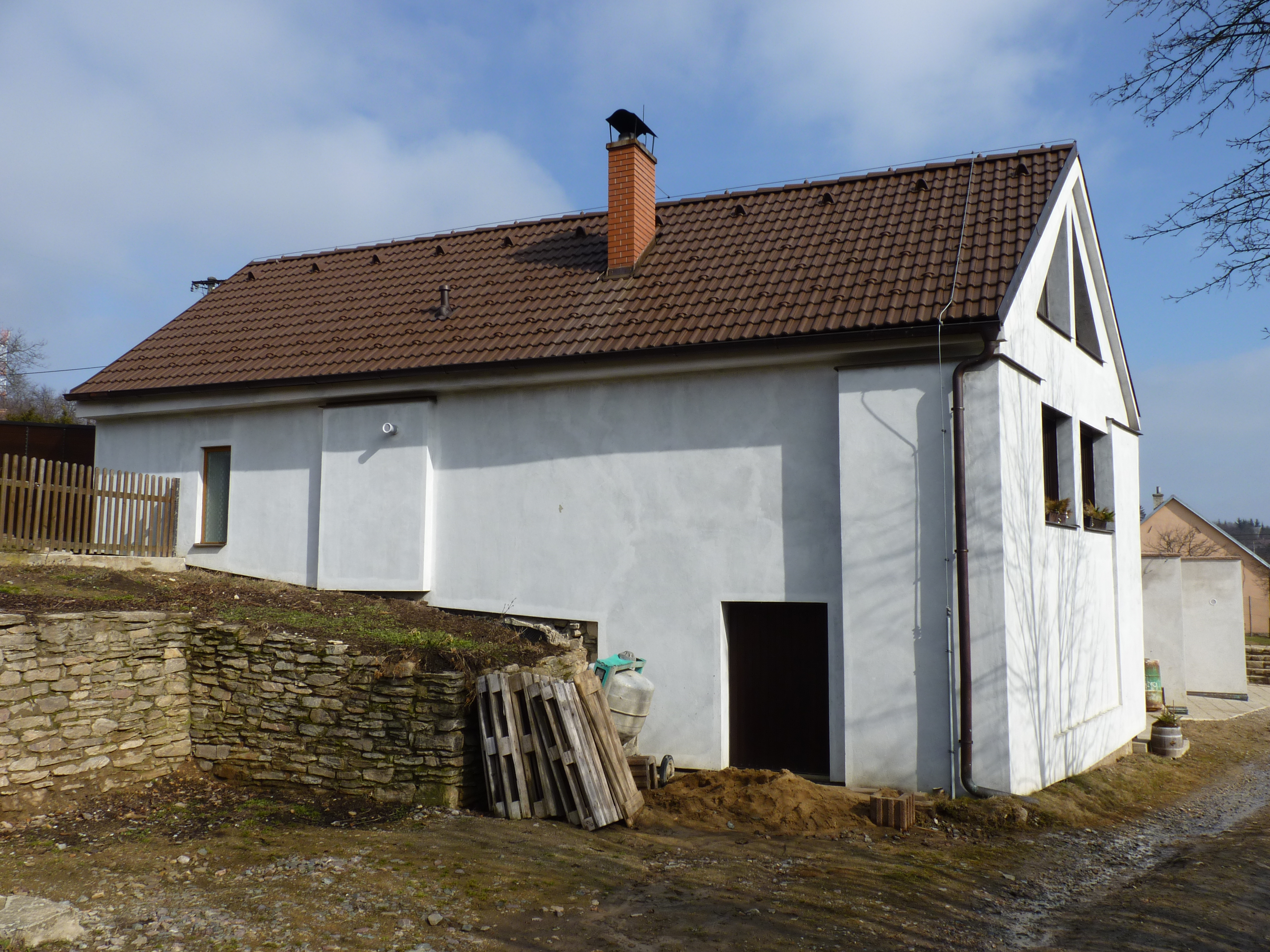
Veselí
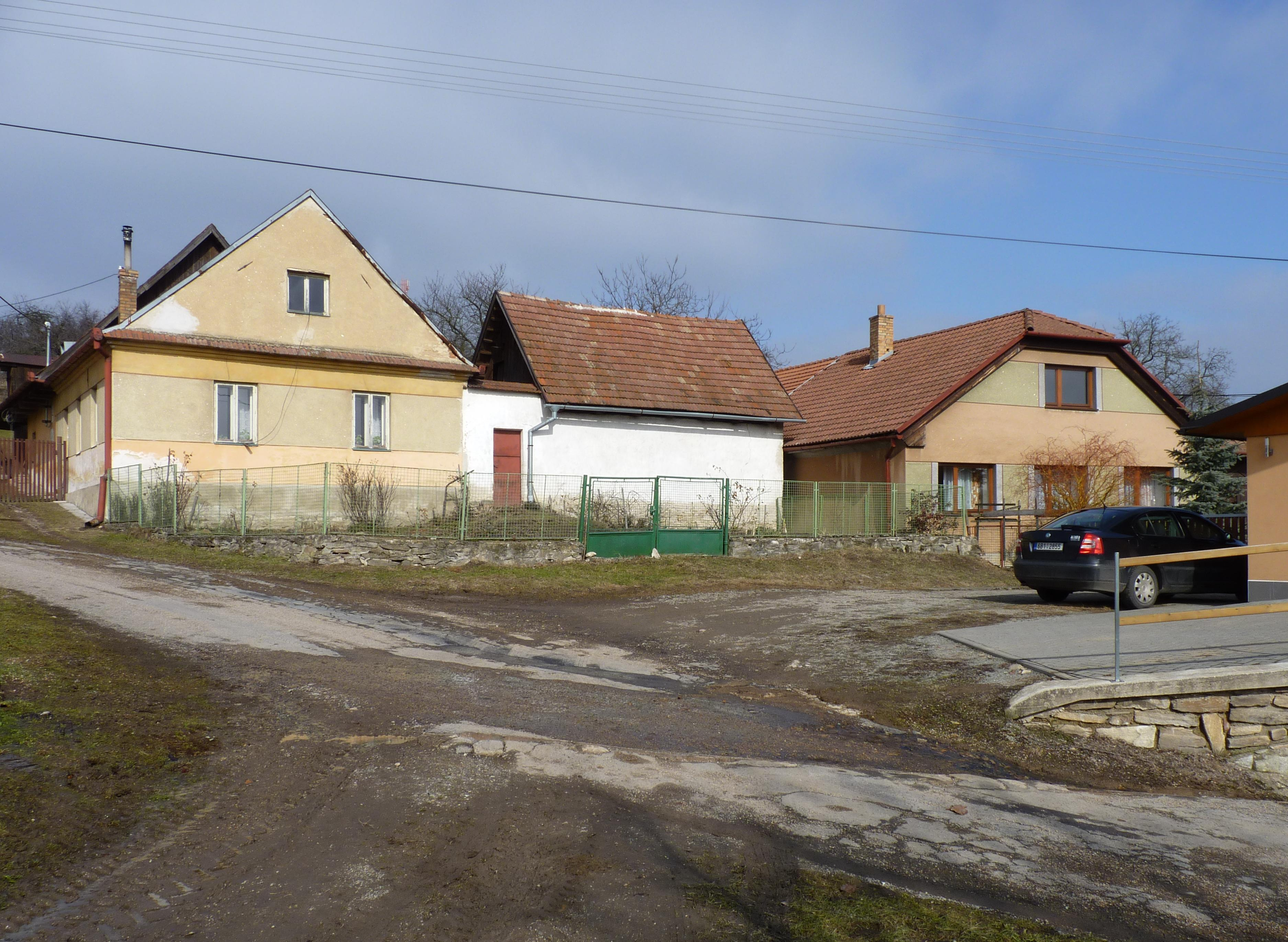
Veselí
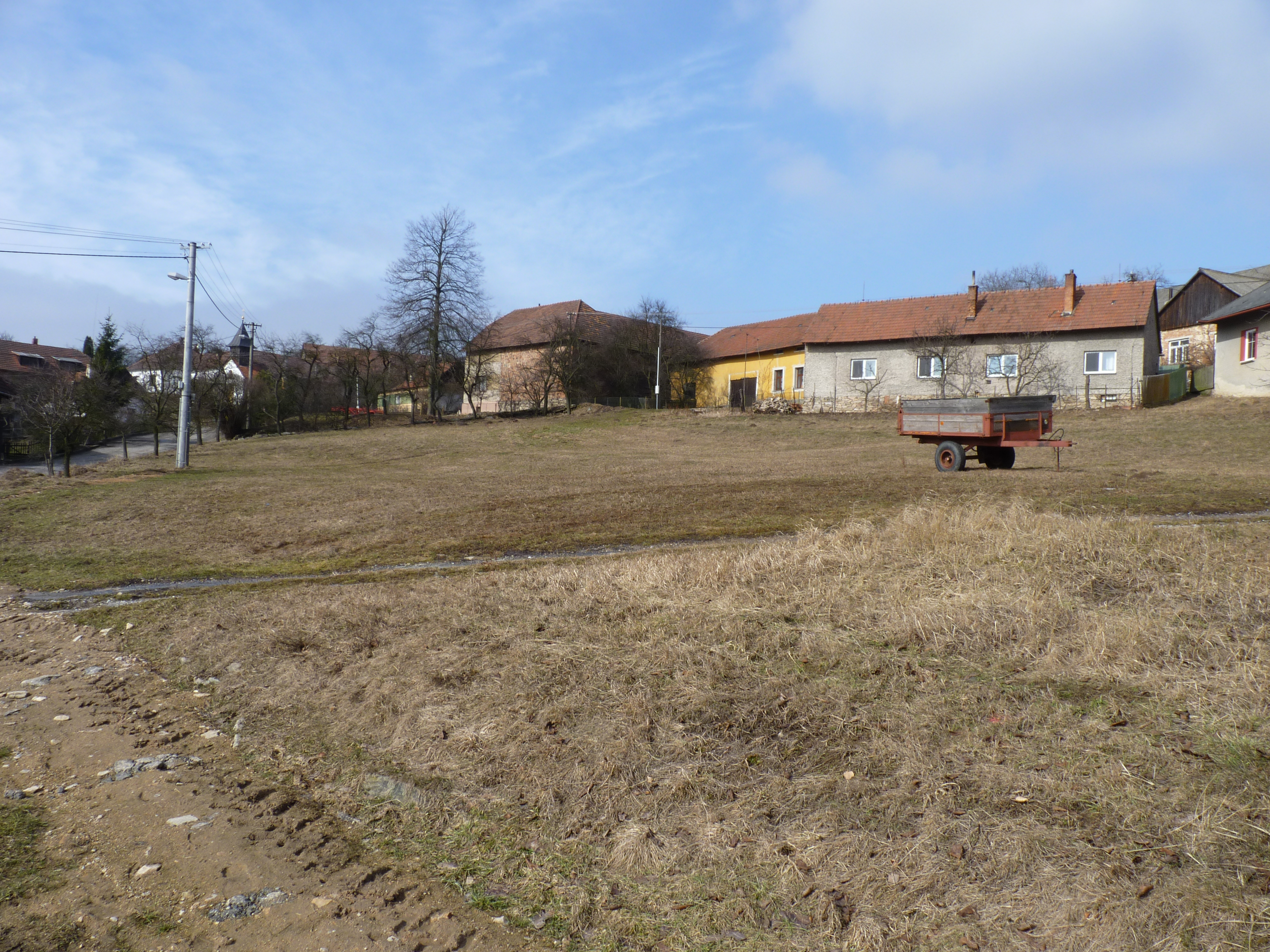
Veselí
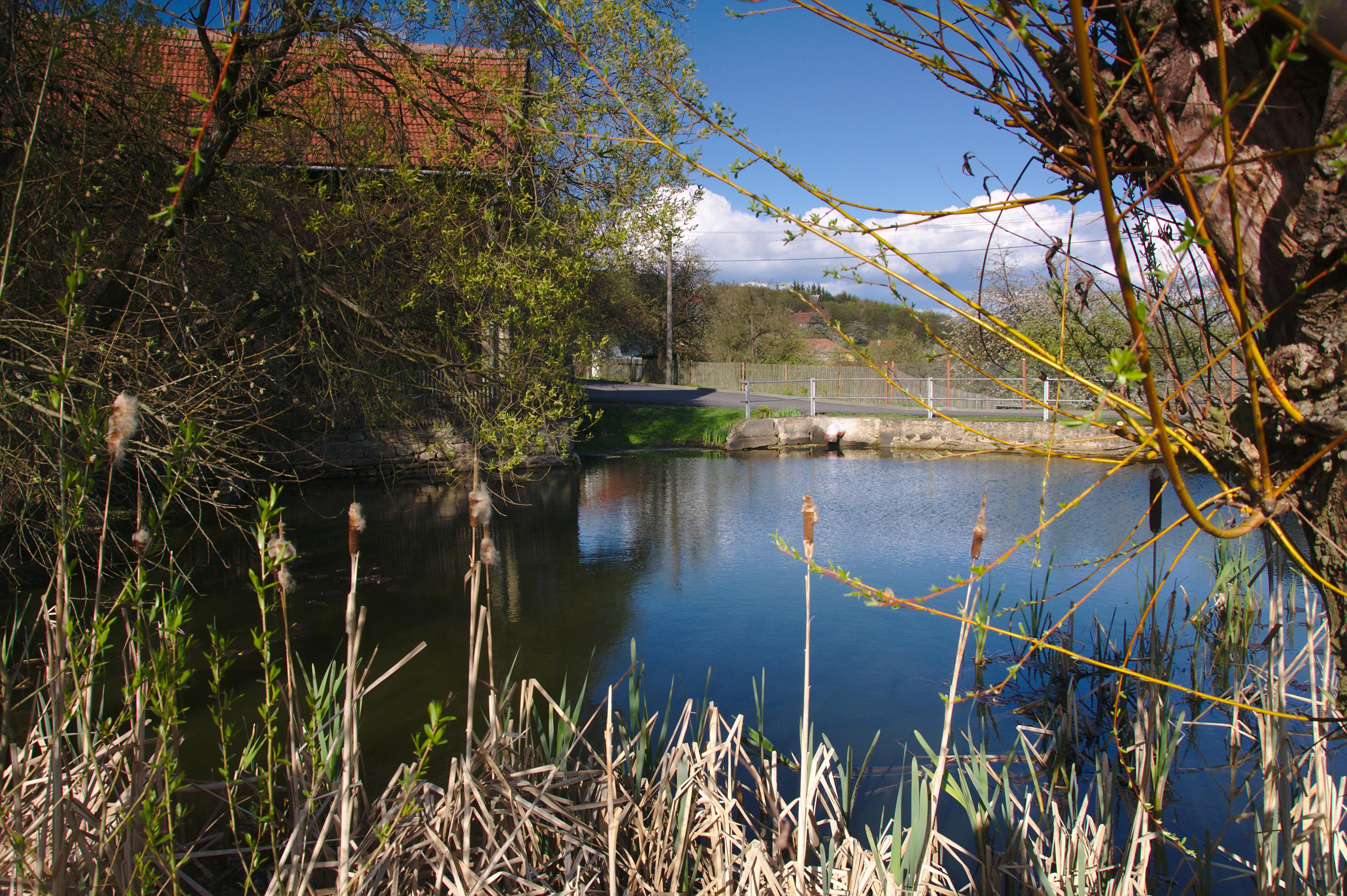
Pohled na ves přes rybník
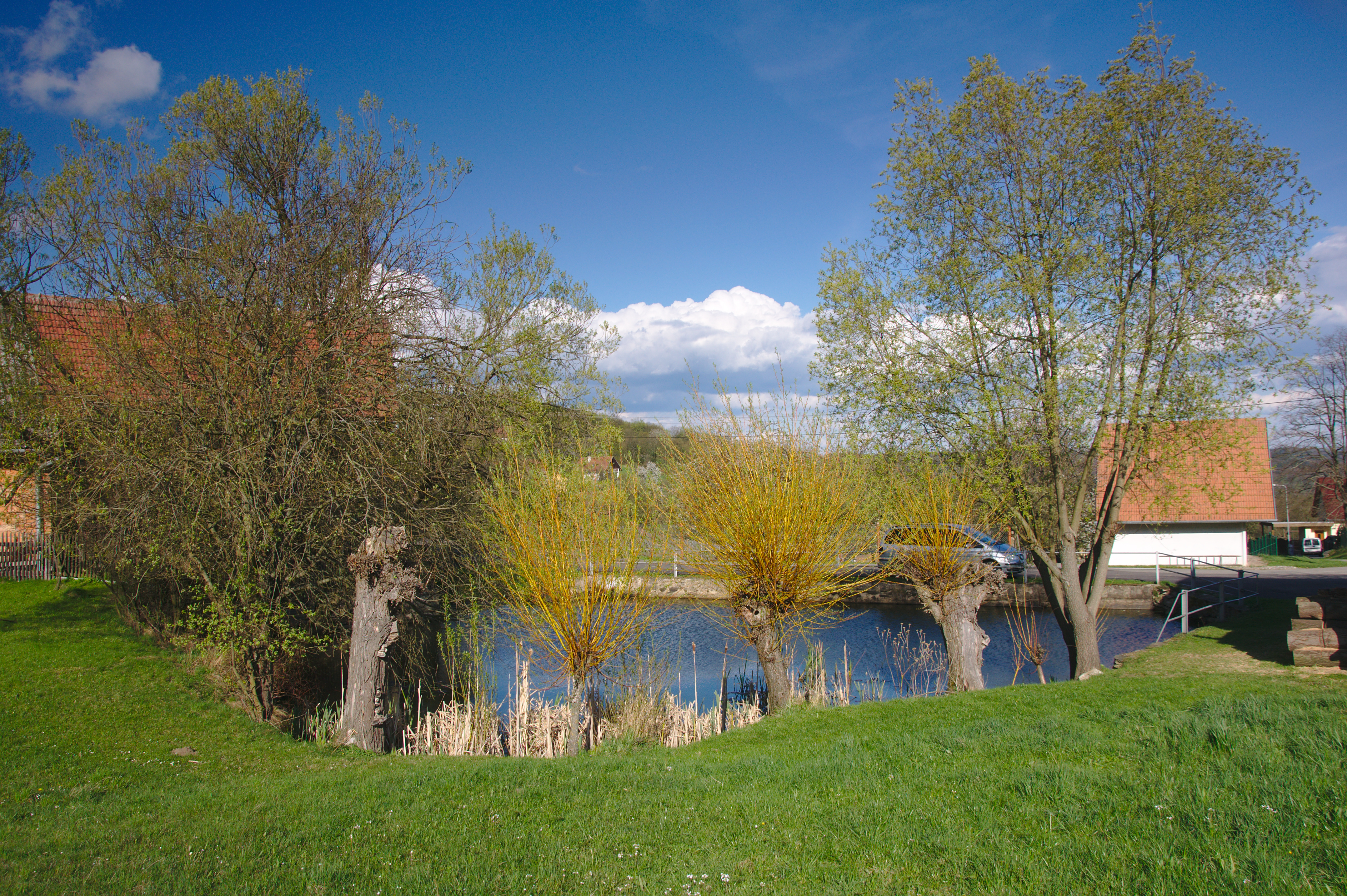
Pohled na ves přes rybník
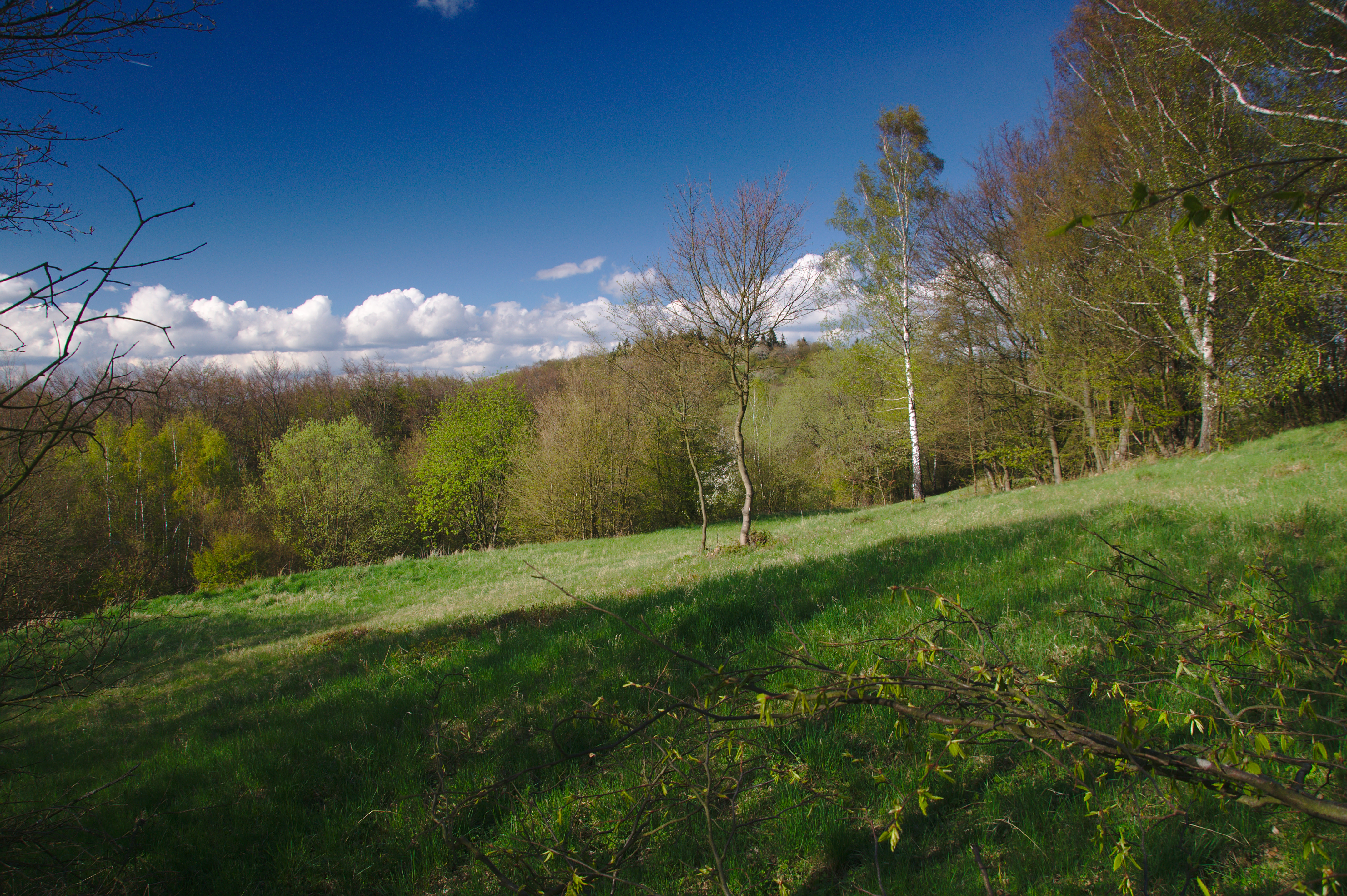
Veselská lada
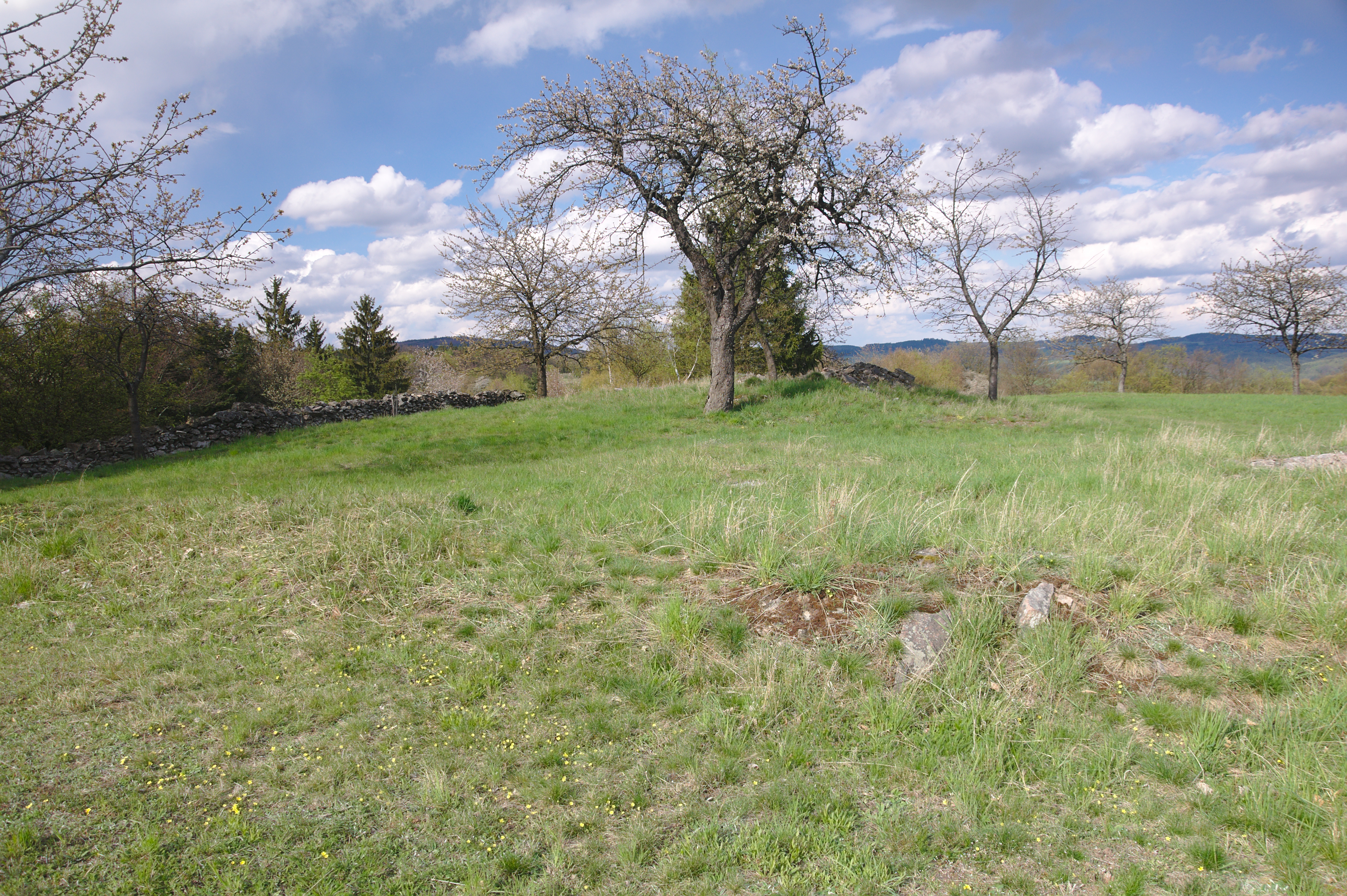
Veselský chlum